# Enrique Martínez Heredia
Enrique Martínez Heredia (Huesa, 27 de gener de 1953) va ser un ciclista espanyol que fou professional entre 1976 i 1983, sent, el 1976, el primer espanyol a guanyar el mallot blanc de millor jove al Tour de França.
Durant la seva carrera professional aconseguí 32 victòries, destacant la Volta a Catalunya de 1976, el Campionat d'Espanya de 1978, dues etapes a la Volta a Espanya i el Maillot Blanc de millor jove al Tour de França de 1976.
Actualment treballa en una botiga de ciclisme de la seva propietat que es troba a Alcalá de Henares, ciutat on resideix.

## Palmarès
- 1973
  - 1r a la Volta a Navarra
- 1974
  - 1r al Tour del Porvenir
- 1975
  -  Campió d'Espanya de Muntanya
  - 1r al Memorial Valenciaga
- 1976
  -  1r a la Volta a Catalunya
  - 1r a la Clàssica de Sabiñánigo
  -  1r de la Classificació dels joves al Tour de França
- 1977
  - Vencedor d'una etapa de la Volta a Catalunya
- 1978
  -  Campió d'Espanya de ciclisme en ruta
  - 1r de la Volta a Astúries i vencedor d'una etapa
  - 1r a la Clàssica de Sabiñánigo
  - Vencedor d'una etapa de la Volta al País Basc
  - Vencedor d'una etapa de la Volta a Cantàbria
- 1979
  - 1r al Gran Premi de la vila de Vigo
  - Vencedor d'una etapa de la Volta al País Basc
  - Vencedor d'una etapa de la Volta a Astúries
  - Vencedor d'una etapa de la Volta a La Rioja
- 1980
  - 1r al Gran Premi Pascuas
  - Vencedor d'una etapa de la Volta a Espanya
- 1981
  - 1r a la Clàssica de Sabiñánigo
  - Vencedor d'una etapa de la Volta a Aragó
  - Vencedor d'una etapa de la Volta a Castella
- 1982
  - Vencedor d'una etapa de la Volta a Espanya
- 1983
  - 1r als Sis dies de Madrid (amb René Pijnen)

### Resultats a la Volta a Espanya
- 1976. 12è de la classificació general
- 1978. 8è de la classificació general
- 1979. 35è de la classificació general
- 1980. 31è de la classificació general. Vencedor d'una etapa
- 1981. 17è de la classificació general
- 1982. 11è de la classificació general. Vencedor d'una etapa
- 1983. 42è de la classificació general

### Resultats al Tour de França
- 1976. 23è de la classificació general.  1r de la Classificació dels joves
- 1977. 18è de la classificació general
- 1978. Abandona (10a etapa)

### Resultats al Giro d'Itàlia
- 1977. Abandona (19a etapa)
- 1982. Abandona (8a etapa)